# Никола Тимев
Никола Тимев Шапков е български просветен и културен деец, взел дейно участие в Българското възраждане в Македония.

## Биография
Роден е в българския македонски град Петрич, тогава в Османската империя, днес в България. Заминава за Сяр, където завършва Педагогическото българско училище. Завръща се в Петрич и става учител. Преподава в родния си град в учебните 1909/10 и 1910/11 година. След това в преместен в Прилеп, където преподава в учебната 1911/12 година. След Балканската война се завръща в родния си град, където развива културна дейност и допринася за хоровото музикално дело.
На общо събрание от 24 януари 1926 година на  Петричкото македонско благотворително братство е избран в настоятелството му като съветник.
Негов син е композиторът Георги Тимев.